# Lepidagathis cambodiana
Lepidagathis cambodiana är en akantusväxtart som beskrevs av Raymond Benoist. Lepidagathis cambodiana ingår i släktet Lepidagathis och familjen akantusväxter. Inga underarter finns listade i Catalogue of Life.